# البركة الأموية (عمان)

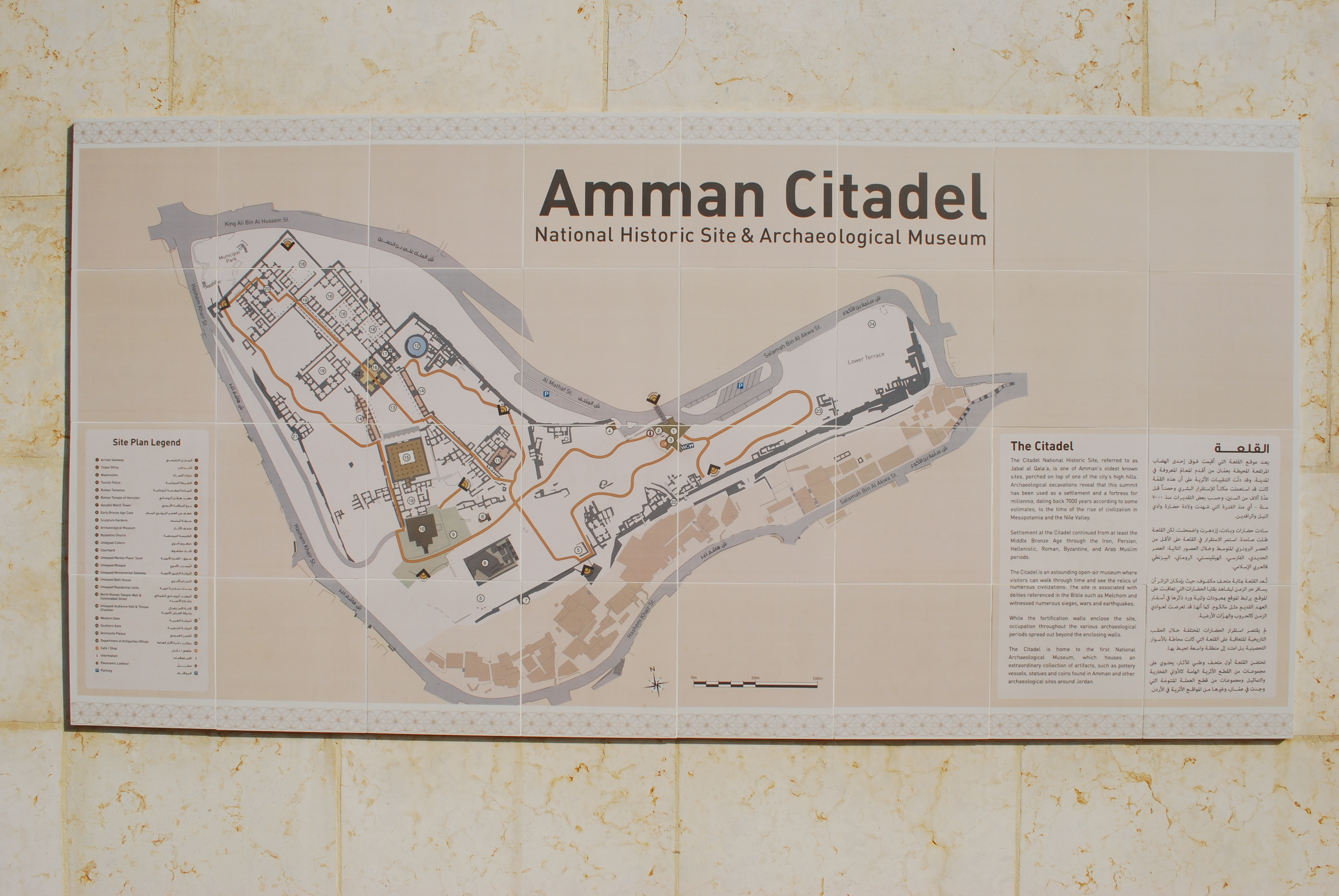
خريطة مخطط موقع قلعة عمّان، ويظهر بها الخزان الأرضي (رقم 12).

خزان القلعة الأرضي أو البركة الأموية خزان أرضي أثري يعود تاريخه إلى فترة حكم الأمويين. يقع وسط العاصمة الأردنية عمّان، وتحديدًا داخل أسوار قلعة المدينة، التي تحوي أيضّا آثارًا أموية عديدة ولما قبلها من حضارات أخرى تعاقبت على المدينة منذ الآف السنين. تم تشييده في القرن الثامن للميلاد، وتحديدًا في عام 730 م في منطقة مجاورة للقصر الأموي، ليكون واحدًا من عدة خزانات في القلعة، ولكنه الأكبر حجمًا.

## التصميم
تم تصميم الخزان ليكون مصدر تزويد المياه الرئيسي للقصر الأموي. يبلغ عمقه حوالي 5 أمتار، وسماكة جدارنه 2,5 مترًا، وقطره 17,5 مترًا، ليتسع لأكثر من 1,370 متر مكعب من المياه. لقد كانت تغذية الخزان بمياه الأمطار تتم عبر قناة داخلية، ويتم تجميعها في خزانات أخرى ثم تعاد وتصب في الخزان الكبير، أي كانت هناك عملية تكرار للمياه. أيضًا كان هناك قنوات من أجل إخراج الماء من البركة من أجل استعمالها، وتم اكتشاف بئر صغير على الجانب الشمالي من البركة، وهذه البئر عمقها يتساوى مع عمق البركة نفسها. أيضًا هناك قناة توصل بين قاع البئر مع قاع البركة، بحيث أن منسوب الماء في البركة هو نفسه في البئر. كما يمكن النزول إلى قاع الخزان عبر درجات لغرض الصيانة. يقع في منتصف الخزان عمود يُعتقد أنه كان يُستخدم لقياس مستوى المياه.
لا توجد إلى الآن أي معلومة تثبت ان البركة كانت مسقوفة أم لا، أو أي عناصر معمارية تبين مثل هذا الشيء، وهذه المساحة حتى تسقف يجب أن تكون لها دعامات أو أعمدة أو عقود، فالمرحج أن البركة كانت مكشوفة وليست مغطاة. يُشار بالذكر إلى أن وزارة السياحة والآثار الأردنية قامت بإعادة ترميم المبنى في بداية التسعينات من القرن الماضي ليكون بالشكل الحالي.

## صور

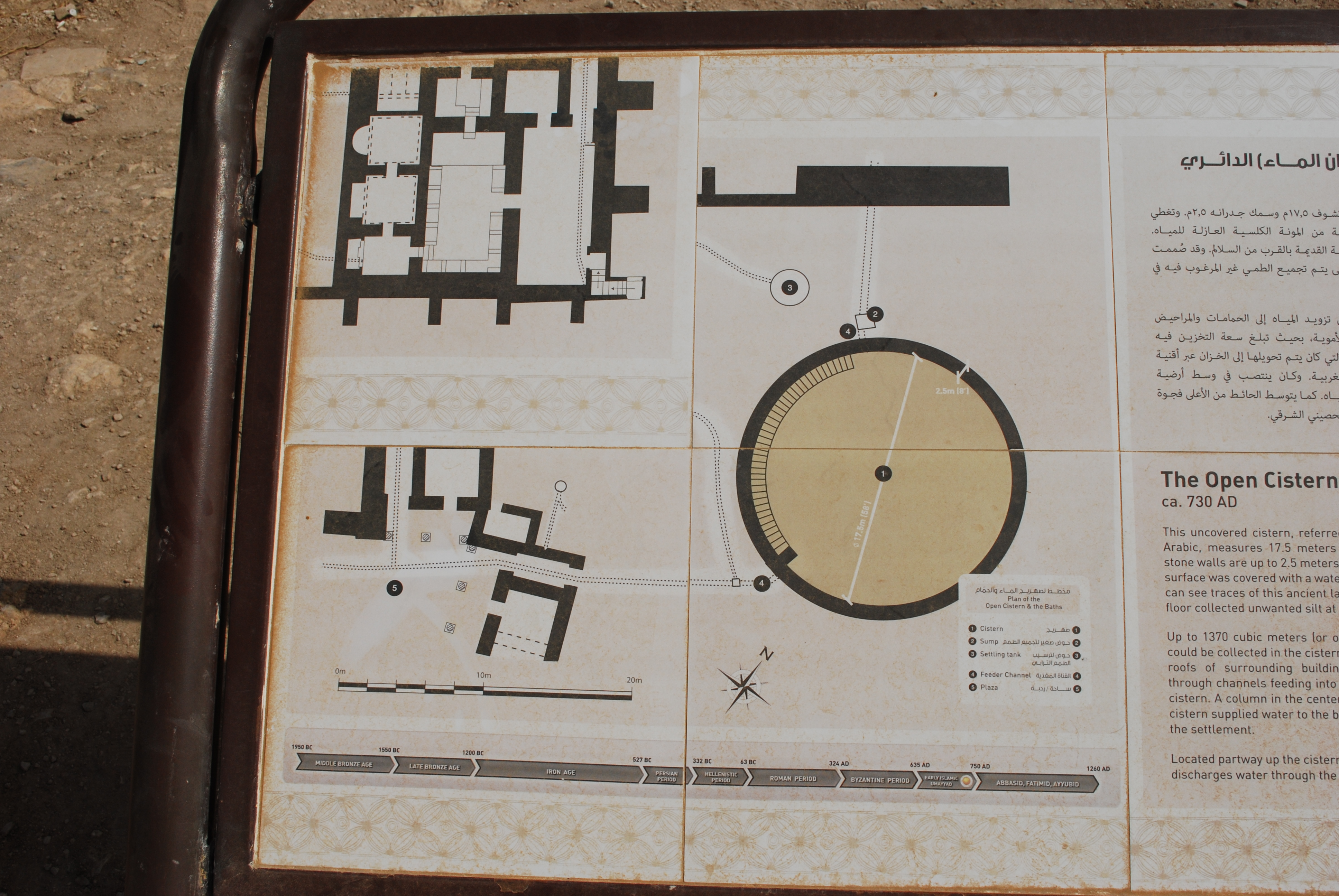
مخطط البركة
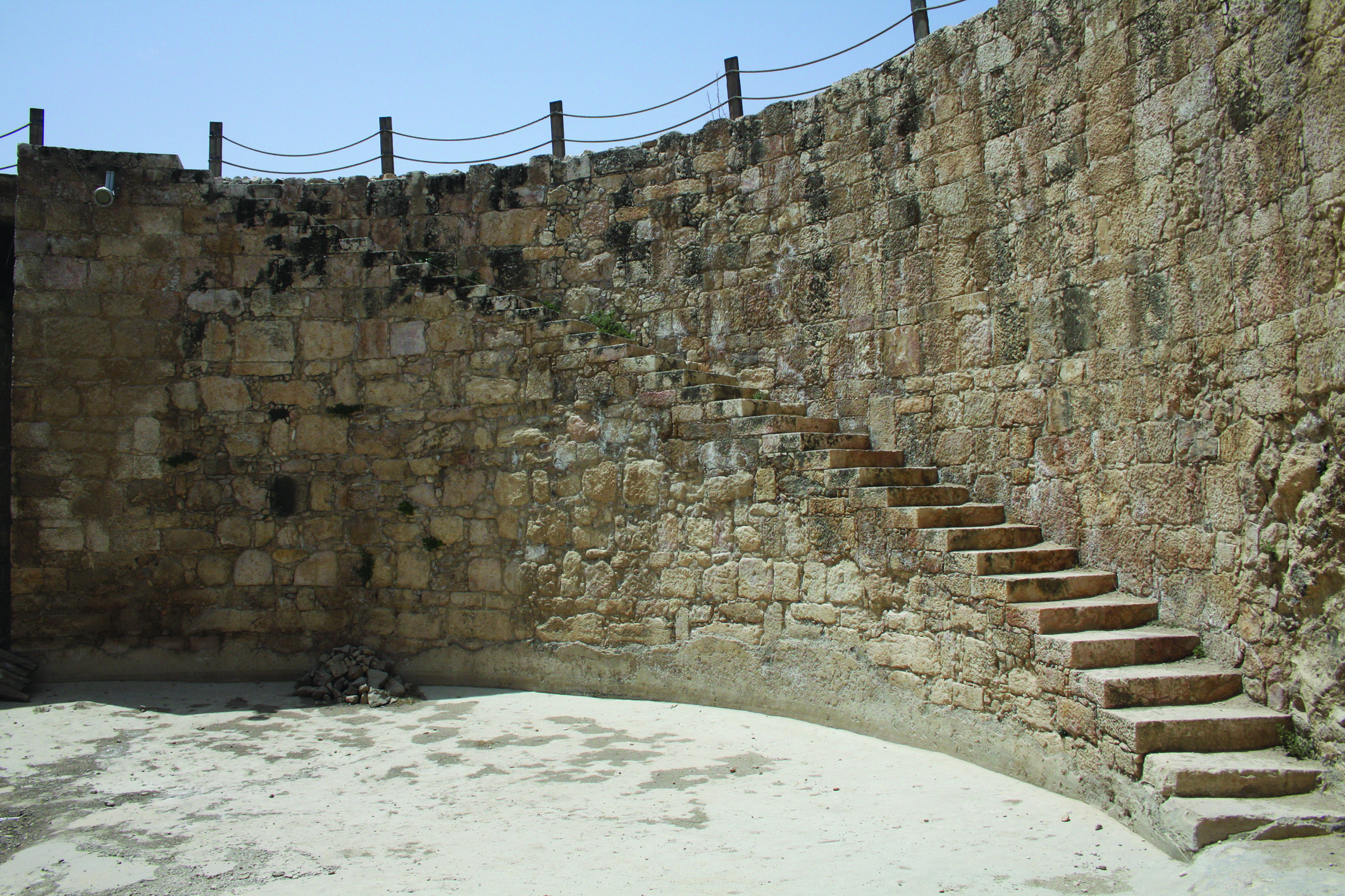
البركة من الداخل
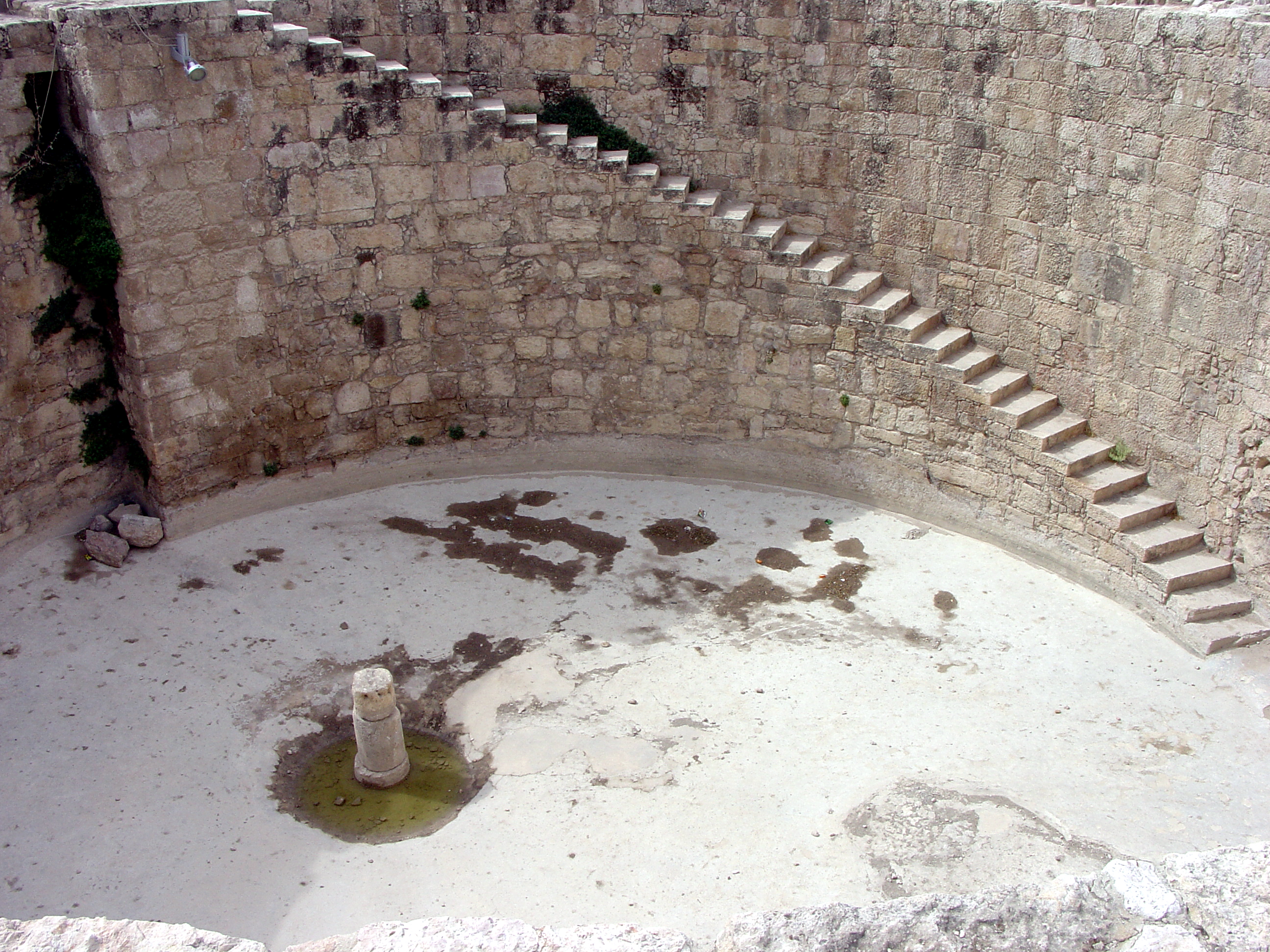
العمود المستخدم لقياس مستوى المياه